# Kommission für Archäologie Außereuropäischer Kulturen
Die Kommission für Archäologie Außereuropäischer Kulturen (KAAK) wurde 1979 unter dem Namen Kommission für Allgemeine und Vergleichende Archäologie (KAVA) als eigenständige Forschungsabteilung des Deutschen Archäologischen Instituts (DAI) gegründet. Diese neue Einrichtung sollte sich der archäologischen Forschung außerhalb Europas und des Nahen und Mittleren Ostens widmen. Damit deckt die KAAK die archäologischen Forschungen in den Regionen der Welt ab, die von den übrigen Abteilungen nicht berücksichtigt werden. Die Forschungsschwerpunkte der Abteilung liegen dementsprechend in Süd- und Südostasien, Südamerika, Ozeanien und Afrika.

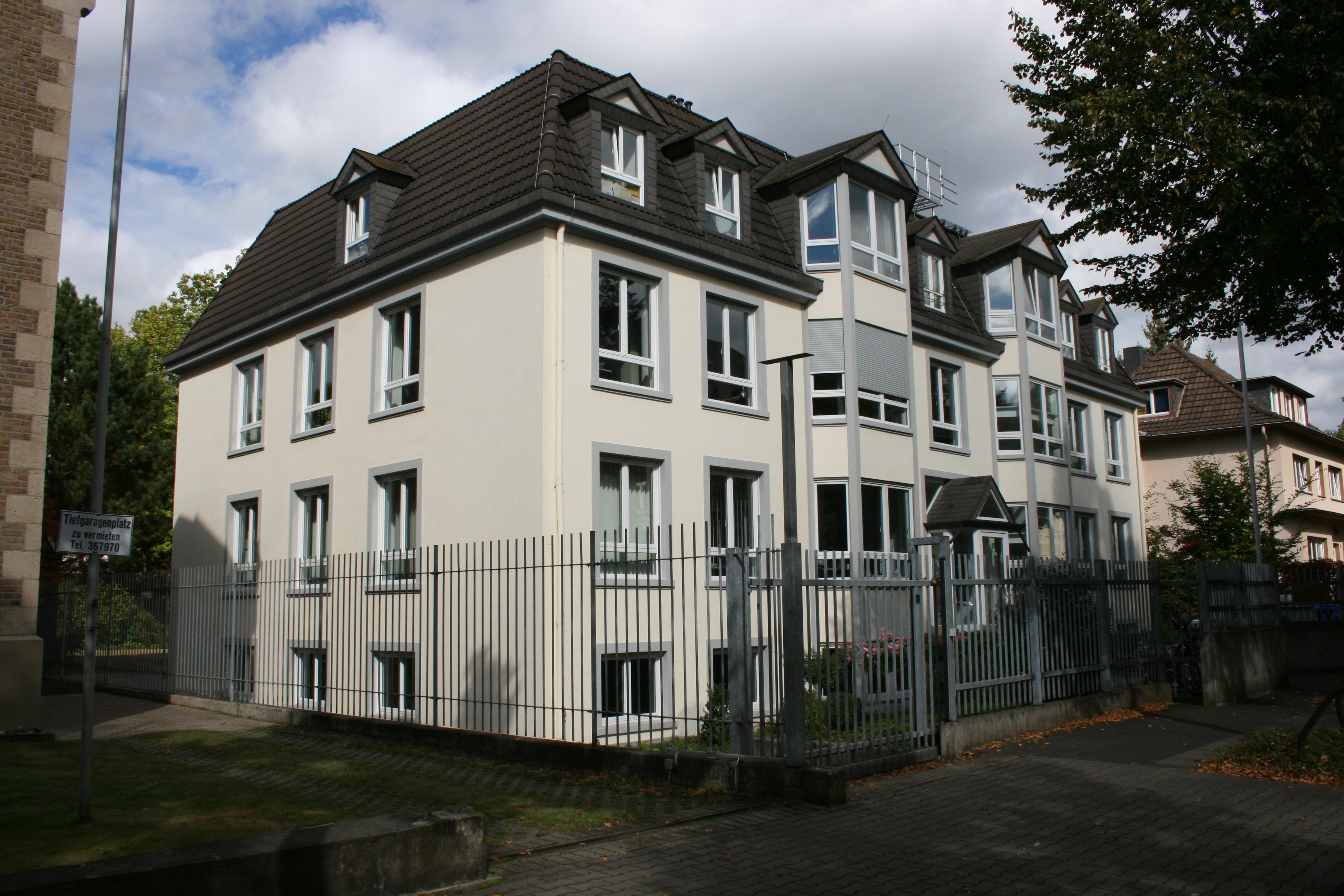
Sitz der KAAK in Bonn-Bad Godesberg

## Geschichte und Aufgaben
Im Jahr 1976, kurz nach Amtsantritt von Peter Hermes, von 1975 bis 1979 Staatssekretär für Wirtschaft, Recht und Kultur beim Auswärtigen Amt, gab es die ersten grundsätzlichen Überlegungen am Auswärtigen Amt, wie am DAI eine gesonderte Einrichtung für die Archäologie in der Dritten Welt geschaffen werden könnte. Diese Überlegungen entstanden aus der Situation heraus, dass von Seiten verschiedener außereuropäischer Staaten das Ziel geäußert wurde, in Kulturabkommen mit der Bundesrepublik Deutschland die Archäologie mit aufzunehmen.
Mit diesem Anliegen wurde nach zweijähriger Diskussion und Vorbereitung im Jahr 1979 die Kommission für Allgemeine und Vergleichende Archäologie anlässlich des 150-jährigen Jubiläums des DAI gegründet, seit 2005 dem ursprünglich zugedachten Aufgabenbereich entsprechend zutreffender benannt: Kommission für Archäologie Außereuropäischer Kulturen. Diese neue Kommission nahm mit einer eigenen Satzung in Bonn ihren Dienst auf. Sie wird seitdem in vielen Kulturabkommen zwischen der Bundesrepublik und anderen Staaten als Kooperationspartner genannt, andererseits gibt sie den verschiedenen Forschungseinrichtungen zur außereuropäischen Archäologie in Deutschland eine Art Mittelpunkt. Ihr wissenschaftlicher Auftrag ist es, archäologische Beiträge zum Verständnis der Menschheitsgeschichte zu leisten, die außerhalb Europas völlig anders verlaufen ist.
Durch die Gründung der Eurasien-Abteilung des Deutschen Archäologischen Instituts 1995 wurde die Archäologie der Steppe zwischen Ural und Pazifik aus dem Arbeitsbereich der KAAK ausgegliedert, die Forschungsschwerpunkte der KAAK in Asien verlagerten sich dadurch auf den südlichen Teil des Kontinents.
Die KAAK ist seit dem Jahr 2005 in einer Villa in Bonn-Bad Godesberg untergebracht, die bis Ende der 1990er Jahre als Botschaft Albaniens fungierte.

## Direktoren
Erste Direktoren
- 1979–1986: Hermann Müller-Karpe
- 1986–1992: Klaus Kilian
- 1993–2000: Wolfgang W. Wurster
- 2000–2021: Burkhard Vogt
- seit 2021: Jörg Linstädter

Zweite Direktoren
- 1980–1993: Wolfgang W. Wurster
- 1994–2015: Josef Eiwanger
- 2015–2021: Jörg Linstädter
- seit 2022: Christian Reepmeyer

## Bibliothek
Das Sammelgebiet der Bibliothek umfasst Literatur zur Archäologie und älteren Kunstgeschichte Lateinamerikas, Afrikas und Asiens mit den Schwerpunkten Ostasien, Süd- und Zentralasien. Ein weiterer Schwerpunkt sind Schriften zur theoretischen Archäologie und Komparatistik. Der Gesamtbestand umfasste 2012 etwa 57.000 Bände, die großteils über den online-Katalog ZENON der DAI-Bibliotheken erschlossen sind.

## Publikationen
Die Kommission gab seit 2005 die jährlich erscheinende Zeitschrift für Archäologie Außereuropäischer Kulturen (ZAAK) heraus, die seit 2020 als Journal of Global Archaeology fortgeführt wird. Hinzu kommt in zwangloser Folge die Monographienreihe Forschungen zur Archäologie Außereuropäischer Kulturen (FAAK). Diese Publikationsreihen lösten die zuvor erschienenen Beiträge zur Allgemeinen und Vergleichenden Archäologie und die Forschungen zur Allgemeinen und Vergleichenden Archäologie, die Kolloquien zur Allgemeinen und Vergleichenden Archäologie und die Materialien zur Allgemeinen und Vergleichenden Archäologie ab.

## Forschungsstelle Ulaanbaatar
Im Jahr 2007 wurde auf Anregung der Mongolischen Akademie eine Forschungsstelle der Kommission in Ulaanbaatar eröffnet, die Wissenschaftlern Wohn- und Arbeitsmöglichkeiten für Forschungsaufenthalte in der Mongolei bietet. Zu den Projekten der Kommission in Zusammenarbeit mit mongolischen und anderen internationalen Kooperationspartnern in der Mongolei gehören Ausgrabungen im sogenannten Palastbezirk der altmongolischen Hauptstadt Karakorum, die Ausgrabung eines Eiskurgans im mongolischen Altaj (Olon Guuriin Gol) im Sommer 2006 und seit 2007 Arbeiten in der altuighurischen Hauptstadt Harbalgas im Orchon-Tal.

## Mitglieder der Kommission für Archäologie Außereuropäischer Kulturen
Ein Teil der Mitglieder werden aufgrund ihrer Funktion berufen:
- als Präsidentin des DAI: Friederike Fless
- als erster Direktor der Kommission: Jörg Linstädter
- als zweiter Direktor der Kommission: Christian Reepmeyer
- als Vertreter des Auswärtigen Amtes: Ronald Münch (Leiter der Abteilung Kultur und Kommunikation des Auswärtigen Amtes)

Die übrigen Mitglieder sind persönlich berufen:
- Vorsitz: Oliver Lueb, Köln
- Stellv. Vorsitz: Iken Paap, Berlin
- Julia Hegewald, Bonn
- Hilary Howes, Canberra
- Bernhard Irmler, Augsburg
- Wiebke Kirleis, Kiel
- Anne Mayor, Genf
- Lukas Nickel, Wien
- Karoline Noack, Bonn

## Belege
1. ↑  ZENON Katalog der KAAK